# Television i Sverige

Tittartidsandelar per ägare i Sverige 2014

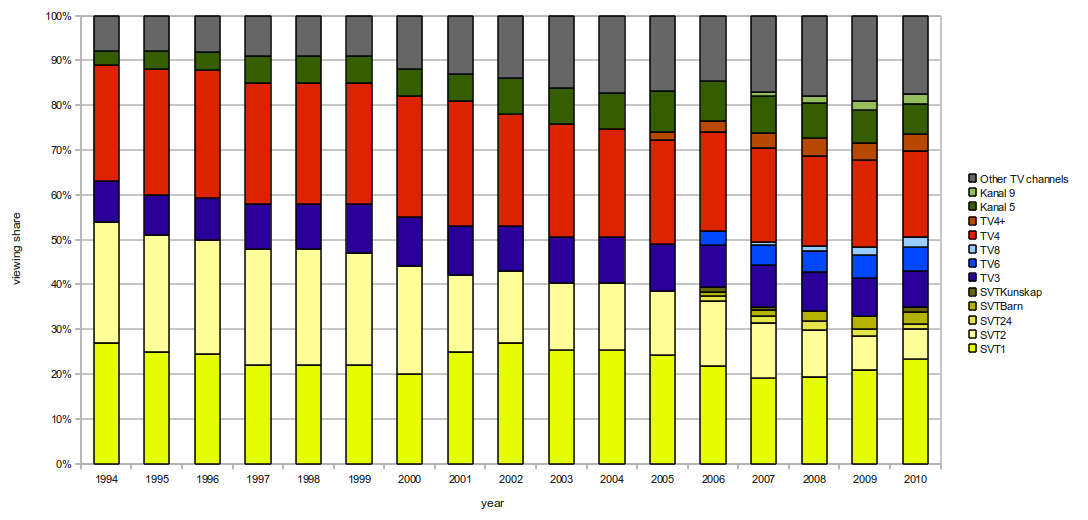
Tittartidsandelar per kanal i Sverige 1994–2010

Televisionssändningar i Sverige påbörjades 1956 i statlig regi. TV2 startade 1969 och 1988 fick SVT konkurrens för första gången, av TV3. 1992 påbörjade TV4 marksändningar och blev då den första kommersiella kanalen med riktigt stor räckvidd i Sverige.
TV-marknaden i Sverige domineras av fyra kanalhus:
- Sveriges Television (SVT1, SVT2, SVT24, SVT Barn, Kunskapskanalen)
- TV4 Media (TV4, Sjuan, TV12 m fl)
- Viaplay Group (TV3, TV6, TV8, TV10 m fl)
- Discovery Networks Sweden (Kanal 5, Kanal 9, Kanal 11 m fl)

Dessa aktörer står tillsammans för 96 procent av tittartiden.
De två största kanalerna 2023 var TV4 och SVT1 med 28 respektive 24 procent av tittartiden och de populäraste programmen var Melodifestivalen följt av Kalle Anka och hans vänner med 3,5 respektive 2,9 miljoner tittare.

## Historik

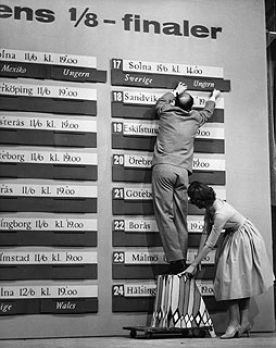
Spelordning för fotbolls-VM 1958 presenteras i direktsändning av Gunnar Gren och Agneta Ljungström i TV-programmet Stora famnen.

Den officiella starten av TV-sändningar i Sverige ägde rum den 4 september 1956. TV-sändningar hade dock kunnat tas emot från Danmark sedan 1951 då deras provsändningar inleddes. Svenska TV-sändningar inleddes i mindre skala redan den 29 oktober 1954, inledningsvis genom ett kort program på fredag kväll då vädret och händelser i helgen rapporterades under ca 30 minuter. Från årsskiftet 1954–1955 ökade provsändningarna till att visa program under någon timme, flera kvällar i veckan. På måndagar visades långfilm, medan det på tisdagar-torsdagar visades testbild med ljud och filmade radioprogram (som samtidigt sändes i radio). På fredagar och lördagar visades underhållning och sport.
Det fanns ett motstånd mot televisionen bland de svenska politikerna, men i och med att sändningarna kom igång 1954 minskade detta motstånd och TV-sändningar kunde officiellt inledas av Radiotjänst den 4 september 1956 med programmet "Tänker Ni rösta?" klockan 20.00 lett av Lennart Hyland. På förslag av utredningen om television skulle program sändas 10 timmar per vecka under de första två åren. Därefter 15 timmar i två år och sedan 25 timmar per vecka. Utredningens majoritet föreslog en kanal, en minoritet föreslog två kanaler med samma sändningstid, varav en av kanalerna skulle vara reklamfinansierad. Det beslutades att televisionen skulle vara reklamfri och finansieras genom licensavgifter. Antalet TV-licenser ökade kraftigt redan från start för att kulminera vid fotbolls-VM 1958. 1957 inleddes reguljära sändningar och Radiotjänst bytte namn till Sveriges Radio.
Under 1960-talet diskuterades frågan om en andra TV-kanal flitigt. Näringslivet och de borgerliga ville att den nya kanalen skulle finansieras av reklam för att garantera konkurrensen likt det brittiska ITV som bildades 1954 för att skapa ett duopol med BBC. Den svenska regeringen ville dock att även den andra TV-kanalen skulle vara reklamfri och drivas av Sveriges Radio, främst med tanke på dagstidningarnas annonsförsäljning. Så blev det. Den 5 december 1969 startade TV2 och den första TV-kanalen fick därför namnet TV1. Dessa två kanaler skulle konkurrera även om de tillhörde samma företag.
Färg-TV-sändningar inleddes officiellt den 1 april 1970. De första färgsändningarna skedde dock redan 1965. På 1970-talet var innehavet av en TV-apparat statussymbol. 1970 inleddes även testsändningar av regional television genom starten av Sydnytt. De regionala sändningarna täckte hela landet från 1987 då ABC startade.
Sverige hade två TV-kanaler ända fram till den 31 december 1987 då Kinnevik inledde sina sändningar av TV3 via satellit. Detta var den första svenska kanalen som finansierades av reklamintäkter. 1989 lanserades Nordic Channel, nuvarande Kanal 5. Den första betalkanalen, FilmNet (numera C More Entertainment) lanserades 1987 och följdes av TV1000 1989.
TV4 startade sina sändningar den 15 september 1990. Man hade uttalade höga publicistiska ambitioner och startade bland annat ett nyhetsprogram, Nyheterna, som skulle konkurrera med då dominerande Rapport i TV2 och Aktuellt i Kanal 1.
Hösten 1991 skulle beslut fattas om att en tredje kanal skulle börja sända i det dåvarande analoga marknätet. Nordisk Television AB med TV4 vann en jämn strid om det nya sändningsutrymmet, mot Kinnevik med TV3. I TV4:s tillstånd stod det bland annat att man skulle upplåta sändningsutrymme i kanalen till tjugo lokala programbolag (senare ändrat till enbart sexton). På så vis hade Sverige två nät av lokala TV-sändningar.
Andra svenska kanaler som startade under 1990-talet var ZTV (start 1991), TV 21 (1993), TV6 (1994) och TV8 (1997).
Under senare delen av 1990-talet började en digitalisering av TV-sändningarna diskuteras. Några av pionjärerna var kabelbolaget Com Hem och satellitdistributören Canal Digital.
1997 fattade riksdagen beslut om att digitala sändningar i marknätet skulle inledas. Dessa inleddes 1999. De första kanalerna som sändes där var SVT1, SVT2 och SVT24 samt fem regionala SVT-kanaler. Under 1999/2000 började bland annat TV4, Kanal 5, Canal+, TV3, ZTV, TV8, TV1000, Viasat Sport, eTV och K-world sända i digitala marknätet.
Den 15 augusti 2001 slutade Modern Times Groups kanaler sända i marknätet, vilket ledde till en omfattande debatt. Istället fick andra kanaler ta över MTG:s utrymme.
Under 2000-talet startades en uppsjö av nya kanaler. SVT startade ett par nya kanaler och TV4-gruppen startade ett stort antal kanaler (den första var TV4 Plus). Även Modern Times Group lanserade flera nya kanaler. Under 2004 mångdubblades betalkanalerna genom att flera programbolag startade nya kanaler, bl.a. utökades TV1000-kanalerna, Canal Plus-kanalerna och kanalerna från Viasat Sport.
Den 19 september 2005 inleddes släckningen av det analoga marknätet. Beslut var fattat om att marknätet skulle vara helt digitaliserat den 1 februari 2008.
Hösten 2005 startade C More HD den första kanalen som sände HDTV (högupplöst TV) riktad till Sverige. År 2006 sändes VM i fotboll från Tyskland i HDTV i marknätet av SVT och TV4-gruppen. Under hösten 2006 inleddes en mer omfattande lansering av HDTV via satellit och kabel-TV.

## Distribution

### Bakgrund
Vid den internationella Ultrakortvågskonferensen i Stockholm 1952 tilldelades Sverige frekvenser för ett sändarnät med 50 stationer. Detta beräknades täcka i stort sett hela landet. Inom radiotillämpningar hålls konferenser för att komma överens om användning av frekvenser för olika ändamål och länder för att inte orsaka störningar av att flera använder samma frekvens. En TV-sändare sänder med en viss frekvens och en räckvidd av ungefär 100 kilometer, därmed kan inte nästa sändare använda samma frekvens. Eftersom även topografin inverkar blir det ett pussel med frekvenser för att täcka hela landet. I de delar av landet radioskugga används extra sändare vilket var vanligt i fjällkedjan. Sändarnätet för TV1 byggdes ut i VHF-bandet mellan 1956 och 1965. 
När TV2 skulle införas fanns det inte tillräckligt frekvensutrymme kvar inom VHF-bandet. I den internationella frekvensplanen ”Stockholmsplanen” från 1961 fick Sverige frekvenser i UHF-bandet för tre sändningsnät. Men med de bekymmer vårt avlånga land har med berg och dalar skulle frekvensutrymmet räcka till två sändningsnät med full täckning och ett med upp till 80 % täckning. Utbyggnaden av TV2-nätet kunde utnyttja sändarstationerna som byggts för TV1 och nya sändare installerades. Redan vid starten 1969 hade nätet 93 % täckning men utbyggnaden pågick fram till slutet av 1980-talet med förbättringar. Till exempel kompletterade slavsändare täckning i områden med 100 eller 25 hushåll. Ytterligare ett sändningsnät togs i bruk i slutet av 1991 då reklamfinansierade TV4 startade. Det gick snabbt att införa eftersom nätet med sändarstationer redan fanns och 1993 hade sändare placerats ut så att täckningen var 98 % av befolkningen. Eftersom television distribueras på många sätt kom dessa sändarnät att kallas marknät. 

### Marknät
Huvudartikel: Marksänd digital-TV i Sverige
Det statliga företaget Teracom äger och driver marknätet som består av 54 storsändare och hundratals små sändarstationer som tillsammans täcker 99,8 procent av befolkningen. I den nuvarande tillståndsperioden t.o.m. 2025 sänds 45 kanaler utöver public service-kanalerna. De fria kanalerna SVT 1, SVT 2, SVT 24, SVT Barn, Kunskapskanalen, TV4 och TV Finland (enbart i Mälardalsområdet) sänds okrypterade och för de kommersiella kanalerna krävs abonnemang hos Boxer som numera är den enda leverantören och som ägs av Tele2. År 2023 fanns 175 000 abonnemang och antalet har minskat stadigt med runt 10 procent per år. Vid årsskiftet till 2025 upphörde Boxers distribution av betalkanaler i marknätet. 

### Kabel-tv
Kabel-tv fungerar genom att tv-signaler tas emot av antenner på en huvudcentral och därefter leds ut på ett kabelnät till en mängd hushåll. År 2023 fanns 2,1 miljoner abonnemang varav 90 procent på digital kabel-tv. Antalet abonnemang har varit relativt stadigt men minskat något. För många hushåll i lägenheter ingår ett abonnemang i hyran eller avgiften till bostadsrättsföreningen och företaget som äger kablarna har monopol på distributionen. De största distributörerna av kabel-tv är Tele2 och Telenor.

### Satellit
Satellitsändningar i Norden kommer uteslutande från Thor 5,6 och 7 med Allente som operatör. Allente är en sammanslagning av Canal Digital och Viasat och ägs lika delar av Telenor och Viaplay Group. Alla sändningar sker krypterat och digitalt, de sista analoga satellitsändningarna släcktes den 15 maj 2004. För satellit-tv krävs en parabolantenn monterad på taket, riktad mot satelliterna vilket gör att tekniken främst lämpar sig för hushåll i enbostadshus. År 2023 fanns 322 000 abonnemang och antalet har minskat stadigt med runt 10 procent per år.

### Fiber
Iptv är tv som levereras via internet. Det finns många leverantörer varav de största är Tele2 (som även äger Boxer), Telia, Allente, Telenor och Sappa. År 2023 fanns 1,8 miljoner abonnemang på iptv via fiber och antalet har de senaste åren ökat stadigt men långsamt med 4 procents ökning 2022–2023. Iptv kan även levereras med hjälp av xDSL på telefonledningar av koppar, vilka håller på att avvecklas. År 2023 fanns ca 10 000 sådana abonnemang.
Strömningstjänster
Tittartiden på linjär-tv minskar och 2021 var den 124 min per person och dag medan tittartiden för de strömningstjänster som ingår i MMS mätning var 114 minuter. Tittartiden varierar dock kraftigt med åldern, där äldre personer och främst 60+ tittar betydligt mer på linjär-tv. YouTube och Netflix följt av SVT Play var de mest använda tjänsterna.
Public service går att ta del av genom tjänsterna SVT Play och UR Play. Kommersiella gratistjänster inkluderar YouTube, TV4 Play och Pluto TV.
2007 lanserades Viasat OnDemand som senare blev till Viaplay. Netflix lanserades 2012 som den första större internationella strömningstjänsten och marknadens fokus flyttades till film och tv-serier. Netflix är 2022 den överlägset mest populära betaltjänsten. 2012 lanserades HBO Nordic (numera HBO Max), 2016 lanseras Amazon Prime Video och 2018 lanserades YouTube premium.
De senaste åren har många utländska tjänster tillkommit. 2019 lanseras Apple TV+, Disney+ lanserades 2020 och Discovery+ lanserades 2021. Samma år lanserades Paramount+ av Paramount Global som 2022 inledde ett samarbete med ComCast och  Paramount+ ersattes av Sky Showtime.
Branschen genomgår flera förändringar. Telia som äger båda tjänsterna har meddelat att C More ska slås ihop med TV4 Play under augusti 2023. Warner Bros. Discovery som äger HBO Max och Discovery+ har meddelat en sammanslagning med namnet Max under 2024.

## Ägarförhållanden
Sveriges Television som äger SVT1, SVT2, SVT24, SVT Barn och Kunskapskanalen ägs av Förvaltningsstiftelsen och finansieras genom en public service-avgift.
TV4 Media som äger TV4, Sjuan, TV12, Sportkanalen och C More-kanalerna ägs av Telia Company.
Viaplay Group som äger TV3, TV6, TV8, TV10 och History är ett publikt aktiebolag noterat på Stockholmsbörsen.
Discovery Networks Sweden som äger Kanal 5, Kanal 9, Kanal 11, Discovery, Investigation Discovery, TLC, Eurosport och Animal Planet ägs av det amerikanska medieföretaget Warner Bros. Discovery.
Dessa kanalhus står tillsammans för 96 procent av tittartiden. Utöver dessa finns ett 30-tal andra kanaler.
Kommersiella svenska kanaler är ATG Live, SF Kanalen, Godare, Axess TV och Kanal 10 (ej att förväxla med TV10).
Utländska kommersiella aktörer är ComCast (CNBC Europe och SkyNews), Disney (Disney Junior och Disney Channel), National Geographic, Motorvision, Paramount (CBS Reality, MTV, Nick Jr., Nickelodeon, Nicktoons), RTL, Visjon Norge, Warner Bros. Discovery (Boomerang, Cartoon Network, CNN, Mezzo, Travel Channel).
Public service-kanaler från andra länder är Danmark (DR1, DR2, TV2), Norge (NRK1, NRK2), Finland (TV1, YLE 1, YLE 2), Frankrike (France 2, TV5 Monde), Spanien (TVE), Storbritannien (BBC: Brit, Earth och World), Tyskland (ZDF) och Qatar (al-Jazira).

## Statistik

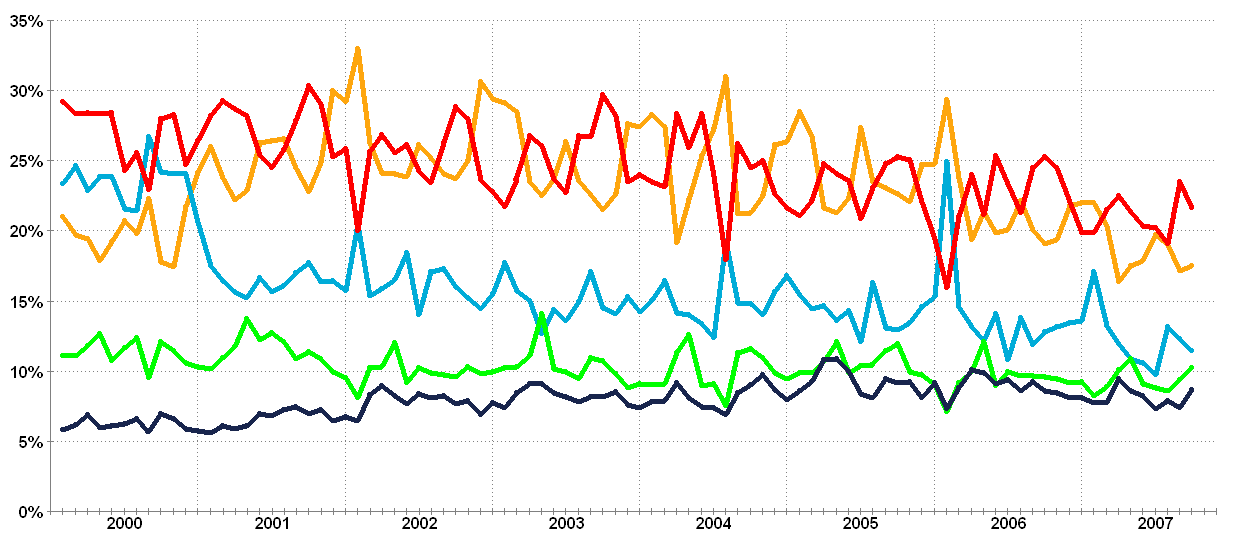
Månatliga tittartidsandelar för de fem största svenska TV-kanalerna 2000-2007. SVT1 markeras med orange färg, SVT2 med blå färg, TV3 med limegrön färg, TV4 med röd färg och Kanal 5 med mörkblå färg.

Den mesta statistiken som används kommer från MMS. Den tas fram genom en speciell användarpanel som använder en särskild teknik, kallad people meter, för att registrera sitt tittande samt vanliga telefonintervjuer.

### Tittande
TV-tittandet i Sverige domineras av fem kanaler: SVT1, SVT2, TV3, TV4 och Kanal 5 – kallade "Big5" av MMS. Av de 157 minuter som en svensk dagligen ägnade åt TV-tittande under 2007 fick dessa fem kanaler 119 minuter. Under 2006, 2007 och 2008 var TV4 Sveriges största TV-kanal.
Från 1994/1995 tog TV4 över platsen från TV2, som den kanal med de högsta tittarsiffrorna. År 2001 gjorde SVT om sina kanaler genom att lägga mer publikattraktiva program i SVT1 och mindre publikattraktiva i SVT2. SVT1 fick då de högsta tittarsiffrorna under år 2002. Sedan 2007 är TV4 dock åter största kanal. Som helhet har SVT:s samlade andel krympt relativt stadigt sedan den kommersiella televisionen startade.
De senaste åren har övriga kanaler ökat kraftigt. År 2005 införde MMS även begreppet "Small 5" (eller "Little Big 5") om de fem kanaler som näst efter "Big 5" har flest tittare; TV6, TV4 Plus, Discovery Channel, MTV och Eurosport. Tillsammans har dessa kanaler cirka 12-13 procent av tittartidsandelen, vilket motsvarar ungefär lika mycket som SVT2 siffror, och något mer än vad Kanal 5 och TV3 har var för sig.
|          | 1994 | 1995 | 1996 | 1997 | 1998 | 1999 | 2000 | 2001 | 2002 | 2003 | 2004 | 2005 | 2006 | 2007 | 2008 |
| SVT1     | 27   | 25   | 24   | 22   | 22   | 22   | 20   | 25   | 27   | 25   | 25   | 24   | 21,8 | 19   | 19,2 |
| SVT2     | 27   | 26   | 26   | 26   | 26   | 25   | 24   | 17   | 16   | 15   | 15   | 14   | 14,5 | 12,5 | 10,5 |
| TV3      | 9    | 9    | 9    | 10   | 10   | 11   | 11   | 11   | 10   | 10   | 10   | 11   | 9,4  | 9,3  | 8,8  |
| TV4      | 26   | 28   | 28   | 27   | 27   | 27   | 27   | 28   | 25   | 25   | 24   | 23   | 22,2 | 21,2 | 20,1 |
| Kanal 5  | 3    | 4    | 4    | 6    | 6    | 6    | 6    | 6    | 8    | 8    | 8    | 9    | 8,8  | 8,2  | 8,0  |
| Övrig TV | 8    | 8    | 8    | 9    | 9    | 9    | 12   | 13   | 14   | 16   | 17   | 19   | 23   | 30   | 21,0 |

* Siffrorna för 2007 omfattar inte december månad.
- 2008:s TV-siffror för kategorin "Övrig TV" gäller 13 TV-kanaler och inte bara för de s.k. "Big 5".

### Penetration
Från den 1 juli 2005 görs penetrationsundersökningar fyra gånger per år. Med penetration menar man hur många som har tillgång till en kanal, men det behöver inte nödvändigtvis innebära att de tittar på den. Nedanstående undersökning genomfördes mellan 15 oktober och 10 december 2018 genom att 3 000 personer intervjuades och visar medveten penetration i procent. 
| SVT1                   | 96 |
| SVT2                   | 95 |
| TV3                    | 79 |
| TV4                    | 95 |
| Kanal 5                | 78 |
| TV6                    | 81 |
| Sjuan                  | 71 |
| TV8                    | 64 |
| Kanal 9                | 64 |
| TV10                   | 61 |
| Kanal 11               | 56 |
| TV12                   | 58 |
| Kunskapskanalen        | 83 |
| SVT Barn / Barnkanalen | 79 |
| SVT24                  | 77 |
| TV4 Fakta              | 34 |
| TV4 Film               | 28 |
| TV4 Guld               | 16 |
| Sportkanalen           | 24 |
| Discovery Channel      | 37 |
| Eurosport              | 29 |
| Eurosport 2            | 15 |
| TLC                    | 22 |
| TNT                    | 18 |
| Comedy Central         | 17 |
| Fox                    | 22 |
| National Geographic    | 28 |
| Disney Channel         | 21 |
| Disney Junior          | 14 |
| Disney XD              | 13 |
| Nickelodeon            | 26 |
| Cartoon Network        | 20 |
| History                | 20 |
| MTV                    | 29 |

## Reklam
Från december 2020 får annonser sändas högst 20 procent av tiden mellan kl. 06.00 och 18:00 och 20 procent av tiden mellan kl. 18.00 och 24.00. Övrig tid på dygnet har inga begränsningar. Före december 2020 fick annonser sändas i tv under högst tolv minuter per timme.  Innan 1 augusti 2010 fanns det krav på 20 minuters uppehåll mellan varje reklamavbrott i samma program och max 15 procent reklam per dygn.

## Produktionsbolag
De kommersiella kanalerna brukar i regel inte producera programmen själva, utan lägger över produktionen på ett produktionsbolag. Även SVT ska låta program produceras av självständiga produktionsbolag, men har också mycket egenproduktion.
Bland de svenska produktionsbolagen kan nämnas Zodiak Television, Baluba Television, Efti, Strix Television och Meter Film & Television.

## Program

### Nyheter
Två företag dominerar nyhetsproduktionen i svensk television, TV4 och Sveriges Television.
SVT:s Rapport sänds varje dag 18.00 och 19.30. Därefter sänds lokala nyheter. SVT1 är den enda kanalen som sänder lokala nyheter sedan TV4 lade ner sina lokala redaktioner 2014. SVT sänder även Aktuellt kl. 21.00, ett längre nyhetsprogram som presenterar några utvalda nyheter i större detalj samt Kulturnyheterna. Resten av dygnet sänds kortare Rapport-program. Rapport sågs under 2023 i genomsnitt av 1,4 miljoner personer och har varit det största nyhetsprogramet sedan 1970-talet.
TV4 Nyheterna sänds varje dag kl. 12.00, 19.00 och 22.00 och sågs 2023 i genomsnitt av 900 000 personer.
Flera internationella nyhetskanaler finns, däribland BBC World News, CNN International, Al Jazeera, SkyNews samt nordiska public service-kanaler.

### Sport
Sportsändningar har en betydande plats i alla större kanaler. Det råder konkurrens om de dyraste sporträttigheterna och andra program får ofta flytta på sig eller göra uppehåll när en viktigare sporthändelse inträffar. Sportsändningarna är ofta de program som lockar allra flest tittare.
Förutom SVT1, SVT2, TV3, TV4 och Kanal 5 sänder även TV6, Kanal 9 och SVT24 mycket sport.
Dessutom finns en rik flora av betalkanaler som helt är inriktade på sport. Den största av dessa är Eurosport som enligt MMS nådde 69 procent av befolkningen under vintern 2007. Premiumkanalen C More (tidigare Canal+) har nått flera abonnenter genom köp av bland annat herrarnas elitserie i ishockey, och har även renodlade sportkanaler. Viasat har sedan 1999 sänt en egen sportkanal (Viasat Sport), som sedan 2005 är fyra kanaler, och TV4 AB är majoritetsägare i TV4 Sport. Discovery plus är ytterligare en kanal som bland annat sänder herrarnas allsvenska fotbollsmatcher.
Under flera år har TV4 AB och Sveriges Television köpt rättigheterna för herrarnas fotbolls-VM tillsammans med Danmarks Radio, TV2 Danmark, Norsk Rikskringkastning, TV2 Norge och Rundradion. Denna ordning gäller år 2006, 2010 och 2014.
De olympiska spelen har köpts upp centralt genom EBU, vilket givit SVT exklusiva rättigheter för OS. År 2004 behövde SVT sälja vissa sporter, och då valde man att sälja till TV4 AB.

### Barnprogram
Vad gäller barnprogram dominerar SVT tittandet med Bolibompa som sänder dagligen klockan 18.00 i SVT Barnkanalen.
TV4 sänder barnprogram i form av Lattjo Lajban. Kanal 5 och TV3 sänder barnprogram samtliga morgnar medan TV4 och SVT1 sänder barnprogram på helgmorgnar. TV4 har också barnprogram i sitt morgonprogram Nyhetsmorgon på vardagarna. Morgonsändningarna har dock knappt mätbara siffror, förutom i SVT:s fall.
Det finns dessutom flera svenskspråkiga kanaler som mer eller mindre helt riktar in sig på barnprogram, däribland Cartoon Network (Time Warner), Nickelodeon (Viacom), SVT Barn (Sveriges Television), Jetix, Disney Channel, Toon Disney och Playhouse Disney (samtliga Walt Disney Company).
Ett av de mest sedda programmen i svensk television riktar sig egentligen till barn. Det rör sig om programmet Kalle Anka och hans vänner önskar God Jul som sänts på julafton sedan 1960-talet. Sedan mätningarna inleddes 1994 har programmen fått mellan 3 och 4,2 miljoner tittare varje gång (fram till 2005, "tittarbefolkningen" har under den här perioden varit kring 8 och 8,7 miljoner och 1999 sågs programmet av knappt hälften av de svenska TV-tittarna).

### Film
Långfilm förekommer i samtliga större TV-kanaler. I SVT1 och SVT2 bryts inte filmerna för reklam, medan man oftast har avbrott med olika frekvens i TV3, TV4 och Kanal 5 samt även TV6, TV8 och Kanal 9. Främst avbrotten i TV4 har lett till diskussioner där regissörerna Vilgot Sjöman och Claes Eriksson vann en tvist med TV4 AB om reklamavbrott i deras filmer.
Utöver de breda kanalerna finns en flora av specialiserade betalkanaler som i huvudsak visar film och i regel inte bryter för reklam. Den av dessa som når störst andel av befolkningen är TV4 Film, enligt en undersökning som gjorts av MMS under vintern 2007. Viasat (tidigare TV1000) och C More (tidigare Canal+) som båda har flera kanaler är inriktade på en mer pengastinn målgrupp. Andra filmkanaler i Sverige är Discovery plus, samt de numera nedlagda TCM (nedlagd 2017 i Sverige) Hallmark (nedlagd 2009 i Sverige) Silver och Showtime (båda nedlagda 2015).

### Drama
I Sverige produceras flera typer av dramaserier. Svenska dramaserier har främst producerats av Sveriges Television och deras sektion SVT Drama men också av kanaler som TV4.
Såpoperor som Rederiet och Tre kronor var populära under 1990-talet. Under 2000-talet har svenska dramer som Bron gjort stor succé internationellt. Det har även gjorts flera svenska situationskomedier och sketchprogram.

### Underhållning
Alla större kanaler visar olika sorters TV-underhållning. Vanligtvis är det underhållningen i SVT och TV4 som lockar flest tittare. Något som ofta diskuteras är om SVT ska visa bred underhållning.
Det underhållningsprogram som har högsta tittarsiffror är Melodifestivalen, den svenska uttagningen till Eurovision Song Contest.

### Samhälle och dokumentärer
Både SVT och TV4 har flera samhällsmagasin och alla större kanaler visar någon form av dokumentärer. Dessutom finns en stor flora av dokumentär- och samhällskanaler, både svenska, nordiska och internationella. Bland dessa kan nämnas TV4:s TV4 Fakta och SVT:s Kunskapskanalen, Discovery Channel (sex kanaler), National Geographic Channel och Viasats kanaler TV8, Viasat Explorer, Viasat History och Viasat Nature/Crime.

## Utmärkelser
Den svenska TV-branschen skapade år 2005 priset Kristallen. Tidigare har Aftonbladets TV-pris varit det mest ansedda.